# Бен Карсън
Бенджамин Соломон Карсън (на английски: Benjamin Solomon Carson) е американски неврохирург, който става прочут с разделянето на сиамски близнаци.

## Биография

### Произход и образование
Роден е на 18 септември 1951 година в Детройт, САЩ. Започва живота си в гето и на 8-годишна възраст баща му напуска семейството, а майка му започва да изпада често в депресии. Самият той бива осмиван от съучениците като „глупак“.
Още на десет години Бен Карсън знае, че иска да стане лекар. С извънредни усилия в училище и по-късно в университета успява да изгради своята невероятна кариера. Завършва бакалавърска степен по психология в Йейлския университет през 1973 и магистърска степен по медицина в Мичиганския университет през 1977 г.

### Професионално развитие
Карсън става професор по неврохирургия, пластична хирургия, онкология и педиатрия. През 1984 г., само на 33 години, става директор на педиатричната хирургия на болницата „Джонс Хопкинс“ в Балтимор. Освен това осъществява повече от 90 публикации по неврохирургия.
Той е известен особено чрез успешното разделяне на Craniopagus-близнаци (сиамски близнаци, които са свързани на главата) през 1987 г. в Улм, Германия, и през 1997 в Южна Африка. При разделянето на немските близначки от Лемго (Леа и Табеа) през 2004 г., бива спасена само Леа.
Той е министър на благоустройството в правителството на президента Доналд Тръмп.

### Семейство
Според думите на известния хирург и адвентист от седмия ден, Бог и любовта на майка му е това, което му дава опора и тласък, за да стигне до една от най-реномираните клиники на света. Неговата майка го насърчава постоянно в преследването на високи цели.
Бен Карсън е женен за Кенди Карсън (на английски: Candy Carson) от 1975 години и има трима сина и няколко внуци.

## Филми
Бен Карсън участва във филма „Лепнат за теб“ (2003 г.) с малка роля, в която играе себе си. Също така участва и в телевизионния сериал The Remarkable Journey (2000 г.), където отново играе себе си.
На 7 февруари 2009 г. TNT излъчва премиерата на филма Gifted Hands: The Ben Carson Story с актьора и носител на Оскар – Куба Гудинг Джуниър, в който се представя биографията на Бен Карсън.

## Членство и отличия
- Членство в American Academy of Achievement – организация подпомагаща образованието и насърчението на младежта.
- Членство в Horatio Alger Association of Distinguished Americans – организация поощряваща изключителни личности.
- Членство в Alpha Omega Alpha Honor Medical Society.
- Членство в The President's Council on Bioethics (Джордж Уокър Буш) през 2004 г.
- Наградата Presidential Medal of Freedom през 2008 г. за неговото положително влияние върху американката младеж и конкретни приноси в това отношение чрез основаното от него и неговата съпруга Кенди дружество – Carson Scholars Fund, което подпомага надарени студенти със стипендия.